# 地皇 (年號)
地皇（也作始建国地皇上戊、始建国地皇；20年—23年九月）是新朝皇帝王莽的第三个年号，也是他的最后一个年号。共计4年。
地皇年号来自于中国神话中地皇曾历三万六千岁，以示统治长久。
地皇四年（23年）二月（王莽曆三月）绿林军拥立更始帝刘玄为帝，年号更始。同年九月（王莽曆十月）王莽被商人杜吳所殺，新朝灭亡。
陈直考证地皇年号有繁简区别。地皇是简称，还有始建国地皇、始建国地皇上戊是繁称。这三种年号的写法都有考古的文物资料可以佐证。而《中国历代年号考》则推测当时繁称是正式称呼，而《汉书》趋从简易，使得后人不知道有原来的繁称。与此年号相同的还有之前的天凤。
辛德勇考证，“始建国地皇”与“始建国天凤”相同，都是年号的正式名称。因天凤六年春，王莽将历名“上戊”缀于年号之后的要求，且大多时候同时在年号前加国号“新”，所以“始建国地皇”多以“新始建国地皇上戊”的形式出现。《汉书》作者班固依据个人习惯或当时社会称用年号的固有习惯，将“始建国地皇”省作“地皇”，后世因袭。

## 纪年
| 始建国地皇 | 元年 | 二年 | 三年 | 四年     |
| ---------- | ---- | ---- | ---- | -------- |
| 公元       | 20年 | 21年 | 22年 | 23年     |
| 干支       | 庚辰 | 辛巳 | 壬午 | 癸未     |
| 汉更始帝   |      |      |      | 更始元年 |
| 隗嚣       |      |      |      | 復漢元年 |

## 参看
- 中國年號索引

| 前一年號： 天凤 | 新朝年號 地皇 | 下一年號： 更始 |